# 中美航线

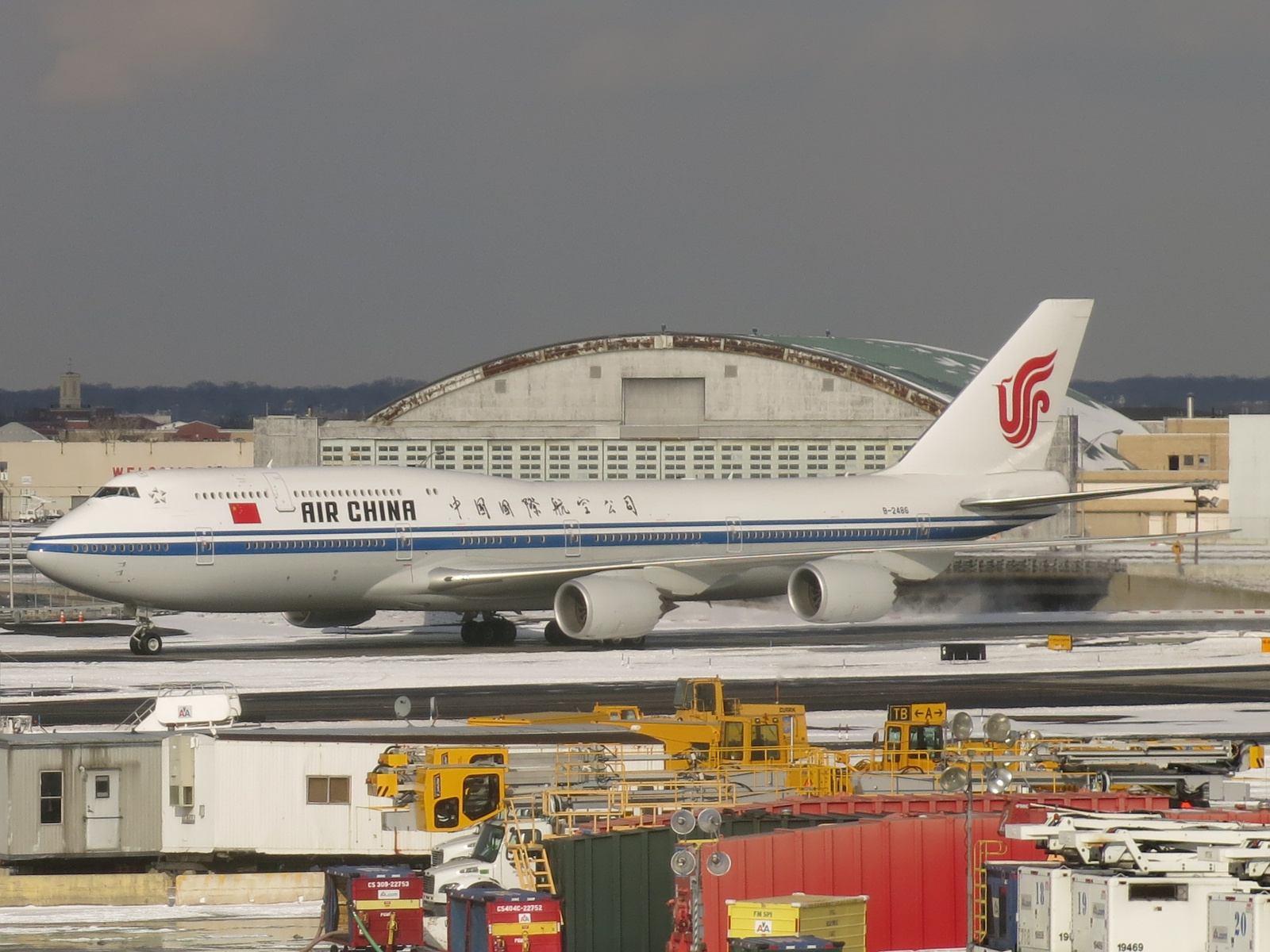
中国国际航空CA981次航班在纽约約翰·甘迺迪國際機場滑行，这一航班号自1981年中美正式通航以来在北京-纽约航线上沿用至今

中美航线是指中华人民共和国内地和美国之间的飞行航线，关于客货运航权问题，两国签署有双边协议。虽然美国与很多国家都签署了自由航行协议，但并不包括中国、南非和一些南美洲国家。美国和香港于2002年签署了开放天空协议。
中美之间的航权协议规定了航班的具体数量，两国间并没有“开放天空”措施，航班量不能无限增长。由于两国主管部门对开通新航班实施高度的管控且航班总量有限，因此新航班的开通步骤充满竞争，美国的航空公司会寻求本地政治家和公众的支持以期在开通新航线方面对美国政府施加影响。
迄2018年，两国间共有61条不经停航线（不包括香港和澳门），由美国航空、达美航空、联合航空、夏威夷航空四家美国航司和中国国际航空、中国东方航空、中国南方航空、海南航空、厦门航空、四川航空六家中国航司承运。

## 中美直飞的历史航班
注：
- 本表格未考虑仅运营了10次以下或不载客的航班
- 部分航线在部分时期有熔断，技术经停，调班等调整，均未在本表格体现出来

## 航司及航线统计
截止2019年，对于美国航司：
- 美国联合航空（9班）
  - 北京至旧金山、芝加哥、纽瓦克、华盛顿
  - 上海至旧金山、芝加哥、纽瓦克、洛杉矶
  - 成都至旧金山[4][5]
  - 杭州航线于2017年10月16日停飞[6]。
- 达美航空（7班）
  - 底特律、西雅图至上海、北京
  - 洛杉矶至上海
  - 亚特兰大至上海的航班于2018年7月20日恢复[7]
- 美国航空（5班）
  - 北京、上海至达拉斯/沃斯堡
  - 上海至洛杉矶（可转机前往西雅图）
- 夏威夷航空至北京的航班于2018年10月12日停飞[8]。

根据1987年的政策，政企合一的中国民航于次年拆分重组为6家航空公司。目前有6家中国航司（与最初的6家不完全相同）运营中美航线：
- 中国国际航空（8班）
  - 北京至旧金山、洛杉矶、纽约、纽瓦克、休斯敦、火奴鲁鲁、华盛顿[9]
  - 深圳至洛杉矶
  - 上海至圣何塞的航班于2018年9月25日停飞[10]。
- 中国东方航空（7班）
  - 上海至洛杉矶、纽约、火奴鲁鲁、旧金山、芝加哥
  - 南京、成都至洛杉矶
  - 青岛至旧金山
- 中国南方航空（4+1班），1997年8月起执飞广州至洛杉矶航线；2014年8月起执飞广州至纽约航线[11] ；此外还执飞武汉、广州至旧金山航线；2018年12月28日起执飞沈阳至洛杉矶航线[12]；2019年中执飞武汉至纽约航线[13]；
- 海南航空（12班）
  - 北京至西雅图、芝加哥、波士顿、圣何塞及拉斯维加斯[14]
  - 上海至波士顿、西雅图[15]
  - 长沙、成都、重庆至洛杉矶
  - 海航于2017年10月26日开办成都/重庆至纽约航线[16]。
- 厦门航空（3班）
  - 厦门、深圳至西雅图[17]
  - 福州至纽约[18]
  - 厦门经青岛至洛杉矶[19]
- 四川航空（2班）：
  - 杭州、济南至洛杉矶[20][21]。

下表为2020年前在中美城市之间提供直航服务的航空公司数量：
| 城市          | 第一区域  | 第二区域  | 第三区域 |      |      |      |      |      |      |      |      |      |      |      |      |      |    |
| 北京/首都     | 北京/大兴 | 上海/浦东 | 广州     | 深圳 | 杭州 | 南京 | 济南 | 青岛 | 福州 | 厦门 | 成都 | 重庆 | 长沙 | 武汉 | 沈阳 | 合计 |    |
| 洛杉矶        | 2         |           | 4        | 1    | 1    | 1    | 1    | 1    | 1    |      | 3    | 1    | 1    |      | 1    | 1    | 19 |
| 旧金山        | 2         |           | 2        | 1    |      |      |      |      | 1    |      |      | 1    |      |      | 1    |      | 8  |
| 纽约/肯尼迪   | 2         |           | 1        | 1    |      |      |      |      |      | 1    |      | 1    | 1    |      | 1    |      | 8  |
| 纽约/纽瓦克   | 2         |           | 1        |      |      |      |      |      |      |      |      |      |      |      |      |      | 3  |
| 芝加哥        | 3         |           | 3        |      |      |      |      |      |      |      |      |      |      |      |      |      | 6  |
| 西雅图        | 1         | 1         | 2        |      | 1    |      |      |      |      |      |      |      |      |      |      |      | 5  |
| 火奴鲁鲁      | 1         |           | 1        |      |      |      |      |      |      |      |      |      |      |      |      |      | 2  |
| 达拉斯/沃斯堡 | 1         |           | 1        |      |      |      |      |      |      |      |      |      |      |      |      |      | 2  |
| 波士顿        | 1         |           | 1        |      |      |      |      |      |      |      |      |      |      |      |      |      | 2  |
| 圣何塞        | 1         |           | 0        |      |      |      |      |      |      |      |      |      |      |      |      |      | 1  |
| 底特律        |           | 1         | 1        |      |      |      |      |      |      |      |      |      |      |      |      |      | 2  |
| 华盛顿        | 2         |           |          |      |      |      |      |      |      |      |      |      |      |      |      |      | 2  |
| 休斯顿        | 1         |           |          |      |      |      |      |      |      |      |      |      |      |      |      |      | 1  |
| 拉斯维加斯    | 1         |           |          |      |      |      |      |      |      |      |      |      |      |      |      |      | 1  |
| 亚特兰大      |           |           | 1        |      |      |      |      |      |      |      |      |      |      |      |      |      | 1  |
| 合计          | 20        | 2         | 18       | 3    | 5    | 2    | 2    | 1    | 1    | 1    | 2    | 1    | 2    | 1    | 1    | 1    | 63 |

往返于中美之间的航空公司通过航空公司联盟和代码共享开展合作。参加航空公司联盟和代码共享旨在通过互惠常旅客计划优惠和增加航空公司提供的航班数量来增加航空公司的客运量（即使航班由另一航司运营）。1996年，西北航空与中国国际航空建立了两国航空公司之间的首个营销联盟。
运营中美航线的星空联盟成员为联合航空及中国国际航空；天合联盟成员为达美航空、中国东方航空及厦门航空；寰宇一家成员为美国航空（以及香港的国泰航空）。

## 1980年协议

### 背景

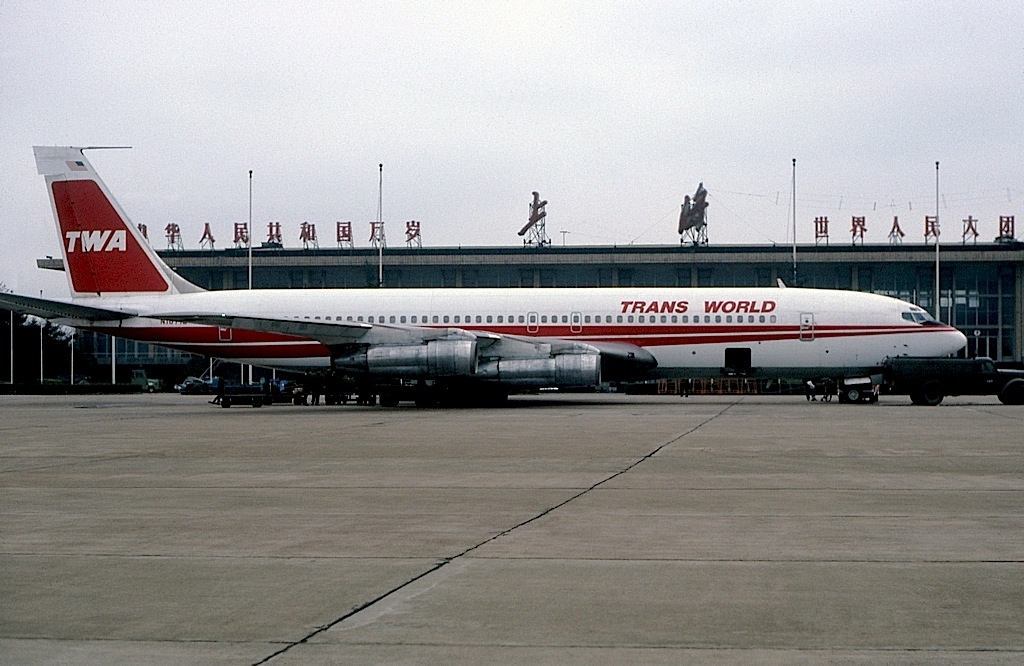
一架执飞环球航空包机的波音707在上海虹桥国际机场（摄于1980年）

中美间在1949年后尚无航空往来（虽然当时美国与台湾有航班往来）。香港在1981年之前是英国皇家殖民地，1981年至1997年是英国属地，现为中国领土，但与美国有单独的航空协议。澳门（原葡萄牙殖民地，现属中国）与美国亦有单独的航空协议。台湾事实上由驻台北的中華民國政府控制。1978年，美国为与中华人民共和国建交解除与中华民国的外交关系，故目前两者间尚无航空协议。不过，美国在台协会与驻美国台北经济文化代表处之间有一项航空服务协定。
1972年2月21日，美国总统尼克松访华后，中国民航向美国波音公司订购了10架波音707客机。1974年3月，中国民航北京管理局使用波音707飞机，同时从东西两个方向试航美国：东线经停日本东京、美国安克雷奇；西线经停巴基斯坦卡拉奇、法国巴黎，最终到达纽约。
1979年，中美建交。中美两国政府随后于1980年9月17日在华盛顿签署《民用航空运输协定》。

### 直航航班

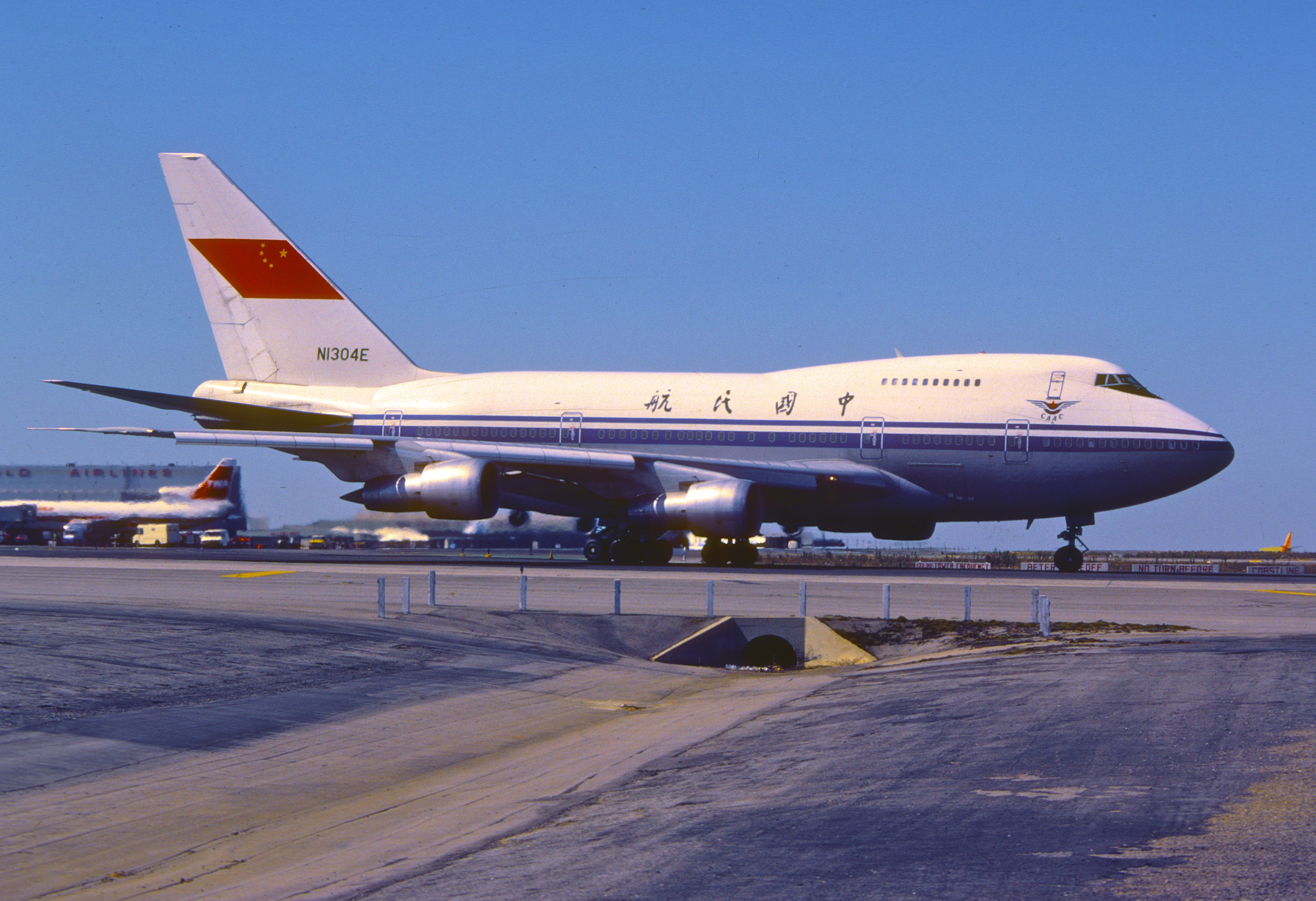
1982年，中国民航波音747SP在洛杉磯國際機場；图中的N1304E号机曾于1981年1月7日执飞首班中美定期航班，注册编号1988年改为B-2452

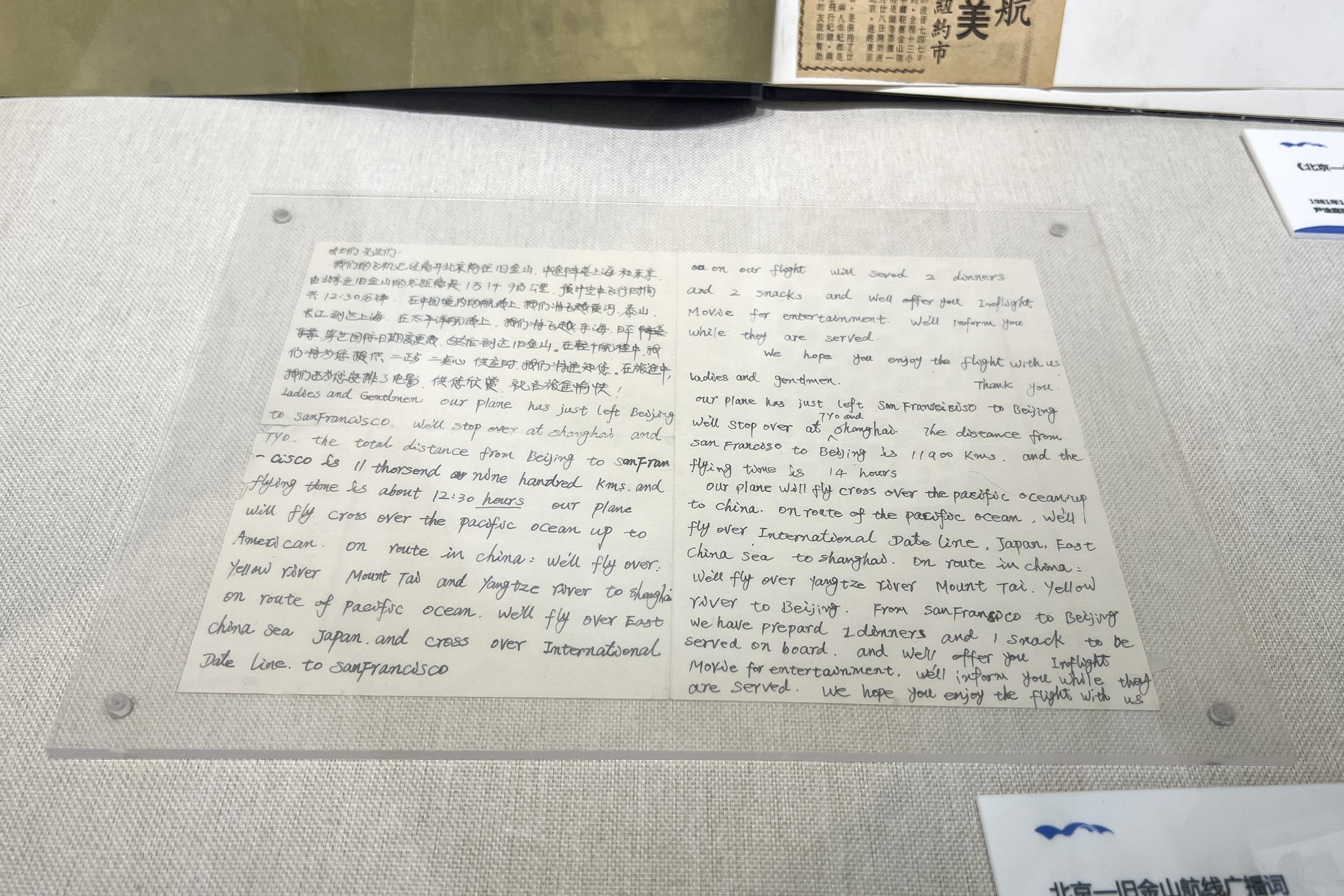
1981年北京-上海-东京-旧金山航线的机上广播词，现藏于民航博物馆

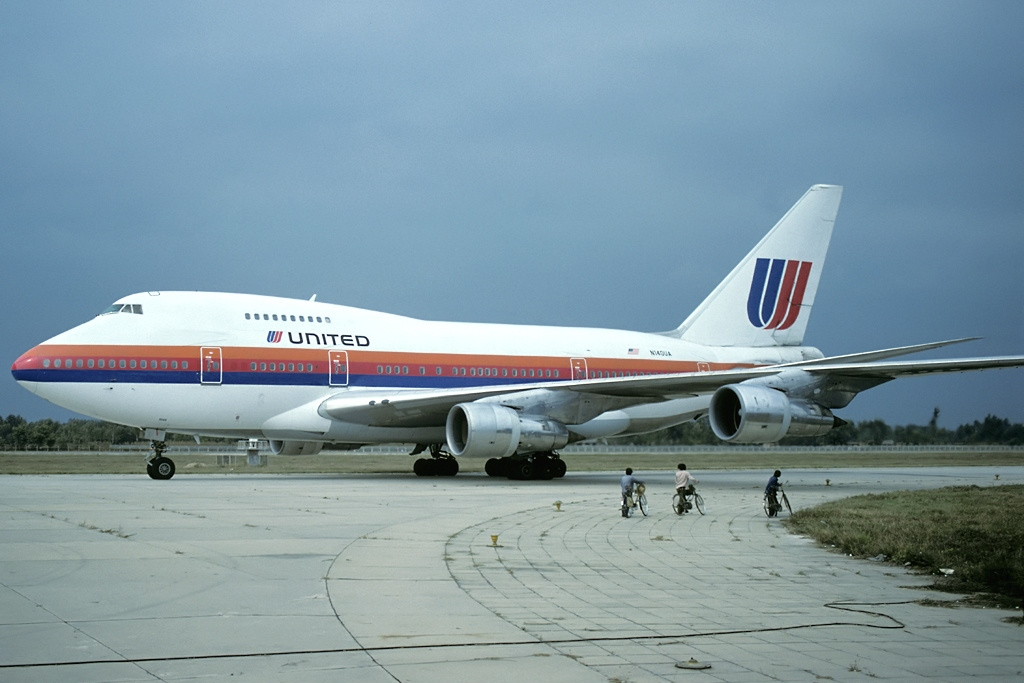
一架联合航空的波音747SP在北京首都国际机场滑行（摄于1988年）；联合航空于1986年将泛美航空的跨太平洋航线网络及波音747SP机队收购

1981年1月，中国民航和泛美航空开始执飞中美航班。1981年1月7日中国民航北京—上海—旧金山—纽约CA981/982航班首航；泛美航空于1月28日开通纽约—东京—北京（1月31日改为纽约—旧金山—东京—上海—北京）航班。1981年4月4日，中国民航又开辟了北京—东京—旧金山—纽约（后改为北京-上海-旧金山）CA983/984航线。1982年4月，中国民航开辟北京-上海-旧金山-洛杉矶CA985/986航班。以上航班均为每周一班。
西北航空于1984年复航中国。在里根访华前夕获得中国民航局批准自5月2日起运营西雅图-东京-上海-广州（实际未执行至广州）航班，每周2班。受限于航线和飞行距离限制，曾经众多中美航班需经停日本。西北航空和泛美航空基于《日美航空协定》以东京（原为羽田机场，成田机场启用后迁移）为基地运营至亚洲各国的第五航权航线。由于面临财务危机，泛美航空于1985年将其太平洋航线经营权以及飞机和设备出售给联合航空，后者于1986年2月正式接手原由泛美航空运营的太平洋航线。
1988年，原中国民航拆分为中国国际航空、中国东方航空、中国南方航空等公司。中国国际航空继续运营原中国民航中美航班。

### 1992年修订

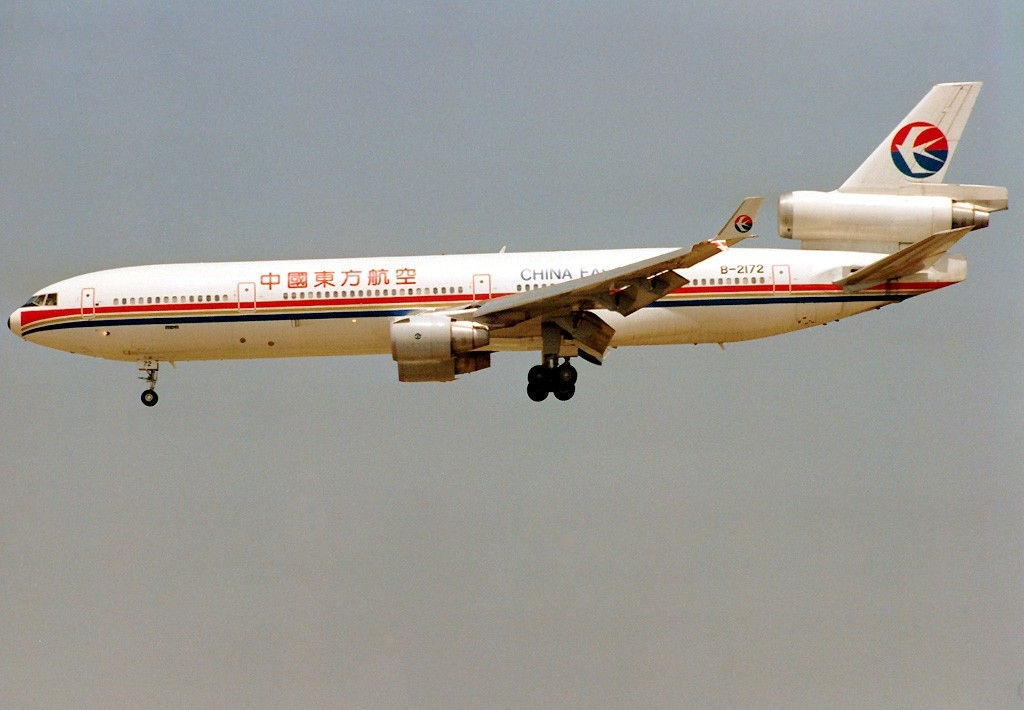
中国东方航空MD-11于洛杉矶国际机场（1993年）。洛杉矶航线是东航成立后开通的第一条洲际航线

1992年，允许双方特定城市间的直飞航班，并允许安克雷奇、费尔班克斯或除东京、大阪外的其他日本机场技术经停，同时同意以逐步增加双边航班：
- 1991年-1992年：每方每周18班
- 1993年-1994年：每方每周20班
- 1995年-1996年：每方每周27班

中国东方航空于1991年8月6日开通北京-上海-安克雷奇-洛杉矶航班，取代国航航权，每周2班。1992年4月1日起，上海——洛杉矶航线的中间经停点由安克雷奇调整至西雅图。1993年4月4日，东航开辟北京——上海——西雅图——芝加哥航线。
1992年7月，联合航空在暑期取消其中美航班的东京经停，改为旧金山—上海—北京，每周运营三班。
由于航班数量少，两国之间的机票价格普遍偏高。尽管两国的既定目标都是达成开放天空协议，但这一协议的达成过程历时数年，迄今未能签署。中国民航管理干部学院航空法研究中心主任刘卫民说：“在目前的市场形势下，本土航空公司很难与美国大陆航空等全球巨头竞争。这就是为什么美国航空公司热衷于飞往中国，而中国的航空公司却迟迟不愿开通更多航班的原因。对于本土航空公司来说，如果不能获得足够的乘客，更多的航班可能意味着更多的损失”。有报道称，中国航司商务舱和头等舱的载客率（售出座位的百分比）低于美国航司。

### 1996年修订

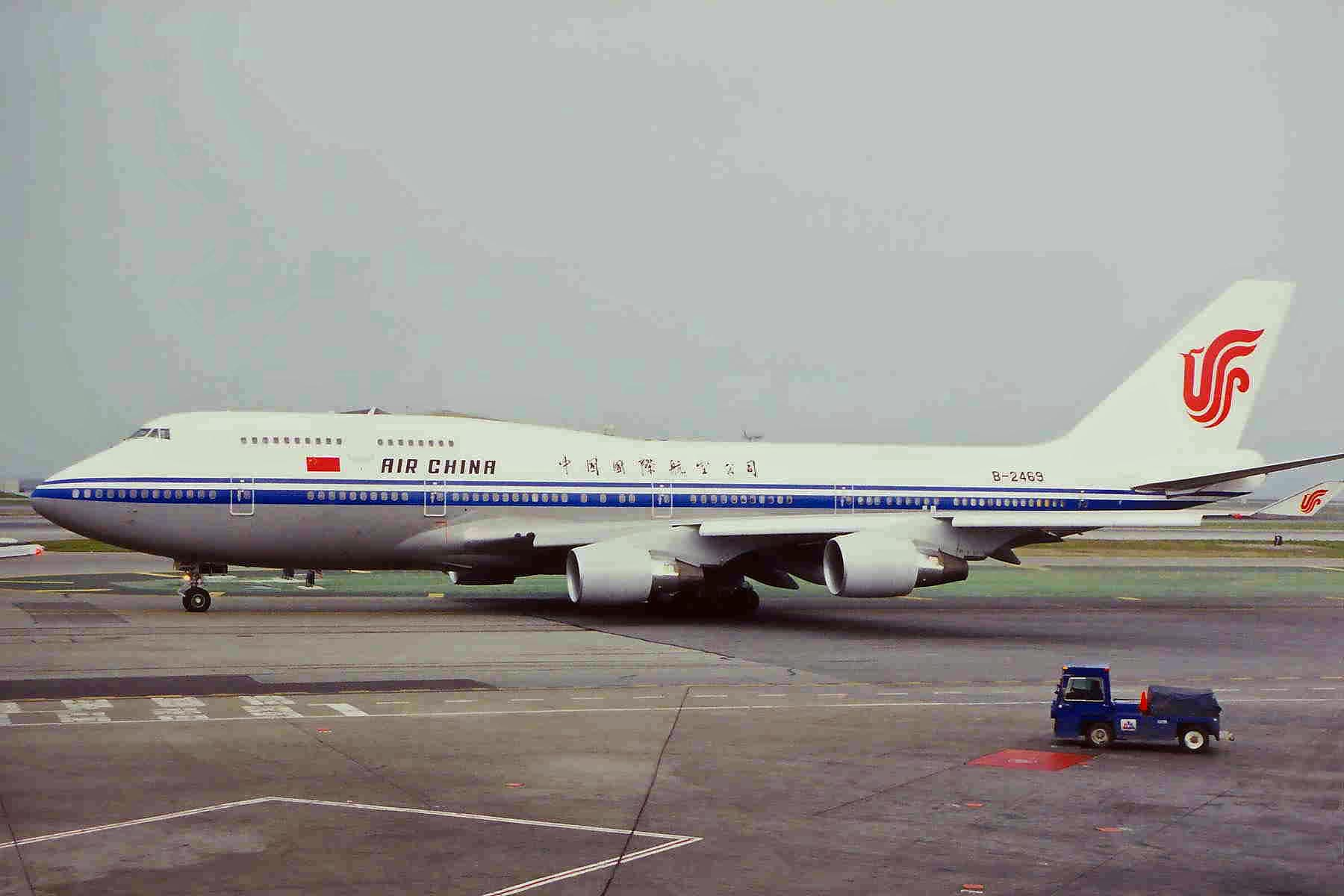
中国国际航空波音747-400客机于旧金山国际机场（1999年）

1996年，中美修正协议，允许各方航司在对方国家增加五个无直航城市的代码共享航点。
东航上海-洛杉矶航班于1996年7月1日起，增加至每周5班。1997年4月1日起增加至每周7班。
中国南方航空于1997年7月20日开通广州-洛杉矶不经停航班，使用南航波音777-200ER客机，为全球第一家在ETOPS规则下用双发客机执飞跨太平洋航班的航空公司。
两国间的首个定期直飞航班为西北航空运营的北京—底特律NW87/88次航班，使用波音747-400客机，每周三班，于1996年5月1日开办。西北航空又于2000年4月6日开办每周两班的上海—底特律航班，但在18个月后停办；西北航空亦于2002年5月1日停办北京—底特律直飞航班（2011年7月1日复航时转用达美航空商标）。此后，西北航空成为唯一一家可直飞中国的航空公司，但直到2009年6月1日才恢复了底特律-上海直飞航班（作为其新母公司达美航空的一部分）。
中国东方航空于1997年开通旧金山航线，但此后客运服务一度停止，仅有货运航班运营。东航于2013年4月26日恢复旧金山客运航线，同时原先经西雅图至芝加哥的航线停办。部分中国籍航司曾运营过安克雷奇航线（主要在此补油），但现在已不再运营，部分原因是远程飞机的投入使用。1998年6月7日，中国国际航空复航北京-上海-洛杉矶航线。

## 1999年—2007年

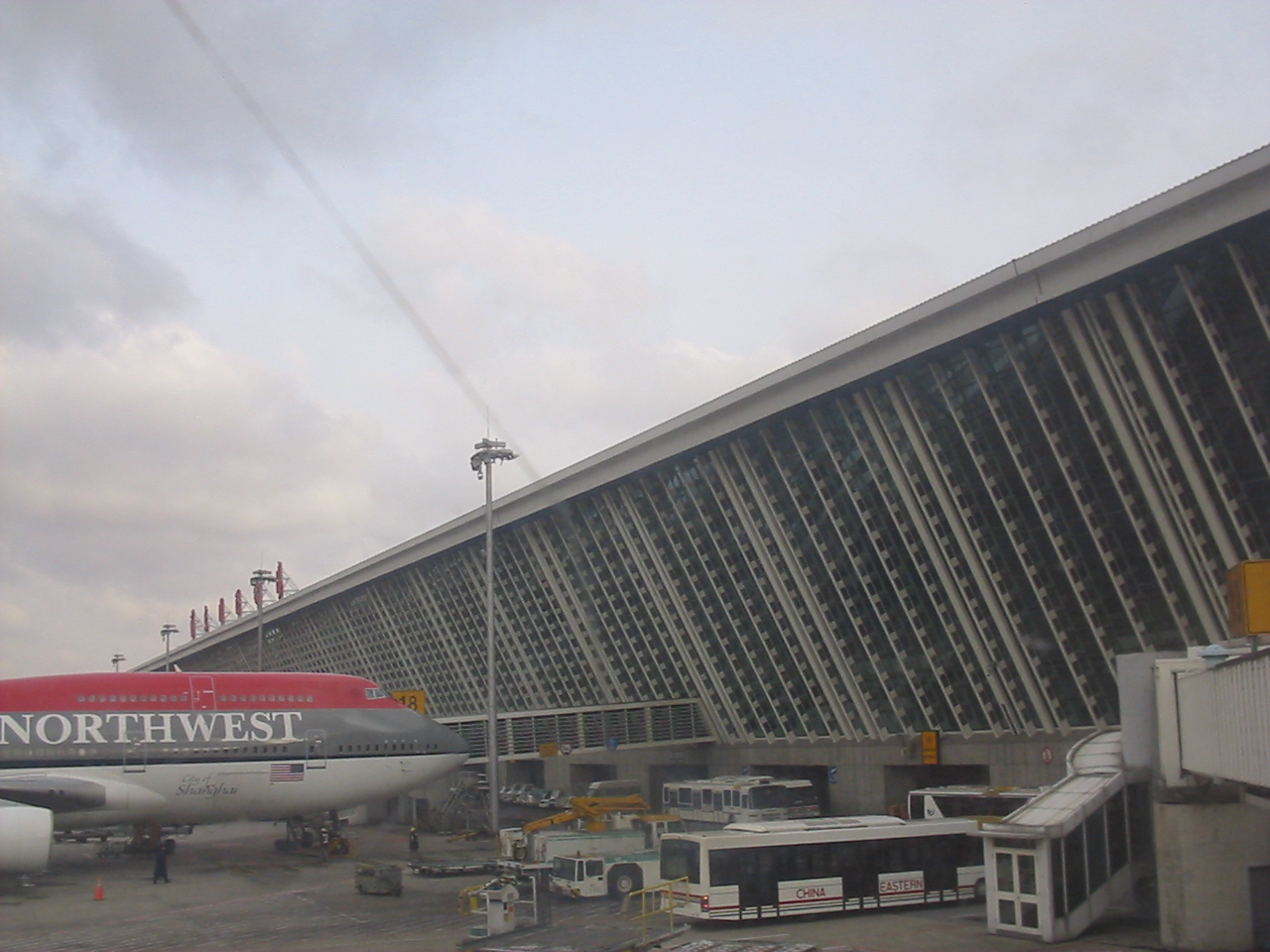
停靠在浦东机场的西北航空客机（摄于2006年）

### 1999年航空服务协定
根据1999年4月缔结的协议，两国航司可将每周航班班次从27次增加至54次，其中包括货运航班。上述航班中的20个为纯货运航班。双方都被允许指定一家额外的航空公司，由此两国各可指定四家航空公司执飞中美航线。
根据该协议，联合航空增加了航班班次，2000年4月，联合航空停办上海—东京航线，并首次开通上海—旧金山直飞航线。6月，联合航空停办北京—东京航线并开办北京—旧金山直飞航线。自此，联合航空的所有中国航线均为直飞。美联航于当年10月26日恢复北京—东京航线，作为杜勒斯-北京直飞航线（冬季暂停）的临时替代航班。
2002年9月27日，国航北京-纽约CA981/982次改为经由北极航线的不经停航班。

### 2004年协定
2004年7月签署了新的航空协定。该协议允许两国航空公司为对方国家的任何城市提供服务。实际上，中美两国之间的航班往来于中国的三个大城市和美国的几个城市之间。此前，中国航司仅能运营12个美国航点，美国航司只能运营5个中国航点。该协议允许美国和中国的航空公司进行无限制代码共享，而在此之前代码共享仅限于指定航点。
在签订协议时，还计划在2006年进行更多谈判，从而在2007年达成另一项协议。
2004年的协议促成了2005年两国间航班数量的增加，西北航空公司也于2004年11月1日开通东京—广州航线，使用波音757型飞机运营(达美航空原定于2011年7月6日恢复该航线，但计划已被无限期推迟）。此前，联合航空已于10月31日开办芝加哥—上海航线。

### 增班和调整
2002年10月，东航曾短暂开行上海——哈尔滨——洛杉矶航线，11月停飞。2003年4月恢复，2004年调整为哈尔滨-上海-洛杉矶。2003年10月26日起，东航淘汰MD-11机队并接收空客A340-600机型。
2005年6月，美国交通部批准美国航空运营芝加哥—上海航线，同时批准美国大陆航空运营纽瓦克—北京航线（航班号CO88/89，2005年6月16日开航）。
2006年，多间美国航司申请额外的航线经营权，并于2007年获批。其中包括联合航空申请的往返华盛顿杜勒斯国际机场（临近华盛顿特区）和北京的航班。该航线于2007年3月25日开办，使用波音747-400型客机。
除美联航外，美国航空、美国大陆航空和西北航空也申请了经营权。
美国大陆航空申请了纽瓦克—上海航线经营权。西北航空申请了底特律—上海航线经营权。美国航空原计划申请达拉斯/沃斯堡—北京直飞航线经营权，但因在与飞行员就计划航班的工作时间问题未有共识，该公司更改了申请，在东行途中经停芝加哥。

## 2007年协议及2007—2009年增班

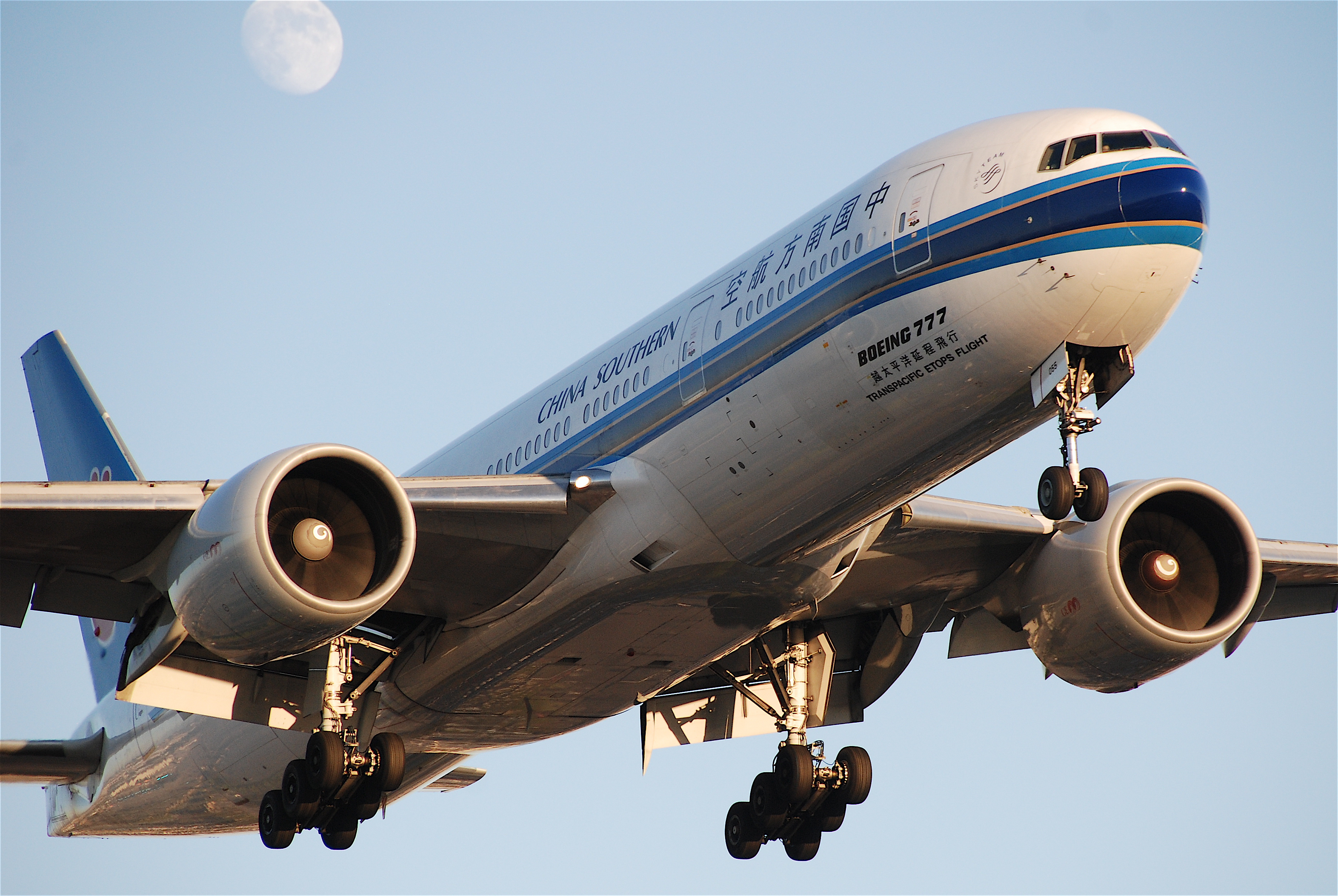
南航在2012年10月前以波音777执飞广州—洛杉矶航线

2006年4月，两国就进一步放宽协议进行谈判。谈判于2006年8月暂停，不久恢复。美方称谈判因无关问题暂停。一中国非官方来源则称，因中美航司的竞争能力存在差距，因而引发关切。谈判于2007年1月恢复。
双方于2007年7月7日达成共识，允许在中国与关岛/北马里亚纳群岛间运营近乎无限的航班。这些无限航权不包括美国航司在北京或上海运营的航班，但中国航司不受此限。
2007年协议将中国城市划为三类，各区施行不同的航线容量限制和规定：
- 中国一区：北京、上海、广州
- 中国二区：福建、广东（除广州）、河北、江苏、山东、天津、浙江
- 中国三区：其他省份

中国三区与美国城市之间的直飞航班不受班次限制。
不包括可能扩展到关岛和塞班岛（北马里亚纳群岛）的航线，到2011年，目前两国之间的双边航线将使执飞中国航线的美国航司数量从四家增加到九家，每周客运航班从54班增加到249班。
根据双方协议，开放天空协议谈判将不晚于2010年3月25日开始。
2007年、2008年和2009年的航线经营许可，美国交通部均为一次发放，而非逐年考虑。美联航和达美航空反对将这一过程分开，但没有成功。

### 2007年增班
美国交通部已决定向一间不运营中美航线的航司授予航线经营权。达美航空申请了亚特兰大—上海航线，前期使用波音777-200ER，2008年换型为波音777-200LR。西北航空作为参与中美航线经营的新航空公司申请航线经营权，声称虽然该公司有飞往中国的航班，但其经停日本。该公司设想，如在2007年获准经营直飞航线，将使用波音747-400型飞机，若于2009年获准，则计划使用波音787型飞机。
一些消息来源指出，在获得航线授权之前，达美航空对这条航线志在必得。美国交通部于2007年9月25日批准达美航空经营该条航线，后者宣布于2008年3月30日（即规定的最晚服务期限）开通该航线该航线于2009年5月暂停。不过在2011年6月5日，达美航空复航该航线，作为该航空公司2011年国际线扩张计划的一部分。然而，该航线因“表现不佳”于2012年1月17日再次停航。
美国交通部还在颁发2007-2009年航线经营权的同时宣布，航线经营权必须运营五年后方可转售。此前，规定期限为一年。

### 2008年增班
当年增加了广州—美国航线额度。只有联合航空授权并获得运营许可。美联航计划使用波音777执飞旧金山—广州航线。然而，美联航鉴于国际旅客量突然下跌，将该航线延迟至2010年10月30日开办。

### 2009年增班

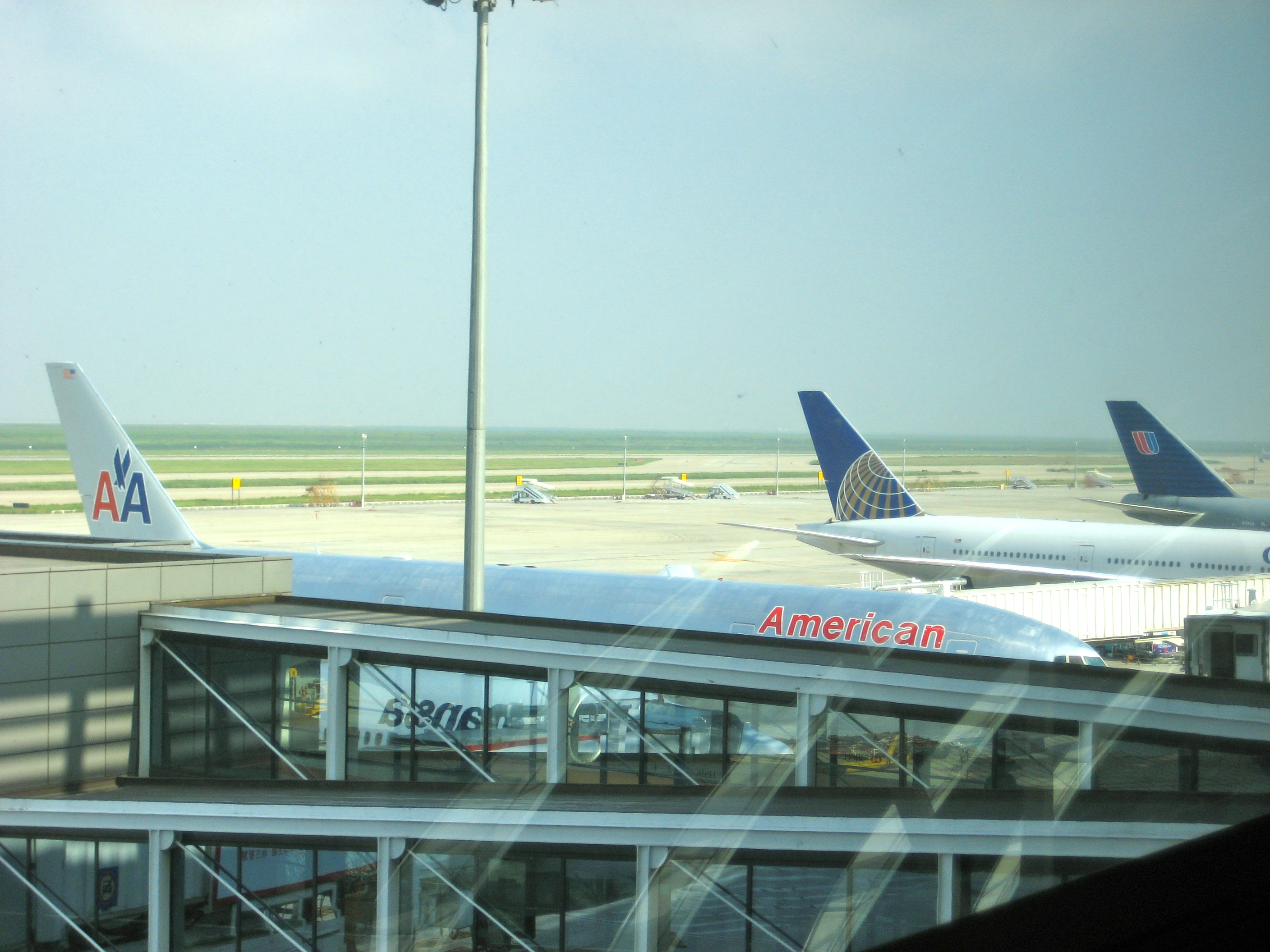
美航、大陆航与美联航的客机在浦东机场（摄于2009年）

一间航司获得了中美航线经营权，正如交通部在征集申请时所说的那样。夏威夷航空撤回了其航线申请。全美航空申请了费城–北京航线经营权，由空客A340-300（全美航不运营该机型，亦无意购买）执飞。Maxjet申请了西雅图—上海航线经营权，以全商务舱波音767-200ER执飞。全美航空获得了交通部原计划授予Maxjet的航权，理由是全美航空公司出价更高的座位可用性和更大的转机可能性。惟在2009年末，全美航空放弃了北京航线经营权。
海南航空开办了北京—西雅图航线，由空中客车A330执飞。
交通部向非新加入的美国承运商授予了三条航线的经营权。此外航司亦申请了六条航线。
- 西北航空申请了底特律—北京航线经营权，由波音787执飞（若以波音747-400运营该航线的请求于2007年未获批准）。该航司还申请了底特律—上海航线经营权，以波音787执飞
- 联合航空申请了洛杉矶—上海航线经营权，由波音747-400执飞。备选方案为华盛顿—上海航线。
- 美国航空申请了芝加哥—北京航线经营权（原定于2010年4月26日开办；经多次推迟，最终于2010年5月25日开办）。
- 美国大陆航空申请了纽瓦克—上海航线经营权，由波音777-200ER执飞（此前大陆航空亦提出过相同申请）。同期美联航获准经营华盛顿—北京航线。达美航空申请了亚特兰大—北京航线经营权，由波音777执飞。

美国航空、大陆航空和西北航空的航线申请获得批准。交通部指出，美联航的申请“没有满足更广泛的竞争需求”，因为美联航飞往中国的航班约占美国航空公司的一半。运输部将美航的寰宇一家航空联盟进入中美市场的机会较少作为决定因素之一。
作为对美国交通部决策过程和偏好的暗示，美国运输部在其报告中表示有意授予美国大陆航空和美国航空航线权，“这将暂时保留7个班次额度……授予达美航空和西北航空”。交通部表示，西北航空已经拥有底特律和中国之间的航线授权，但该航司选择经停东京（尽管过去确实运营过一些直飞航班），该公司正在申请额外的底特律-中国航线授权。过去，由于新航线授权数量有限，此类申请遭到了拒绝，但现在有了更多的回旋余地，条约允许更多的航班飞行。
美国交通部批准底特律-上海航线经营权，而不是底特律-北京航线经营权。交通部指出，达美航空未获得其航线申请的原因是，鉴于达美航空在2008年3月30日才开通亚特兰大-上海航线，因此截至2009年该航司申请新经营权时，达美航空在华羽翼未满。达美航空的亚特兰大-上海航线于2009年9月1日停航，但于2011年6月5日复航；然而，由于载客量不佳，该航线于2012年1月17日再次停航。达美航空还向美国交通部申请自2011年7月1日起开办底特律与北京之间的直飞航班。

## 2010年—2019年

### 中国航司

#### 国航增班

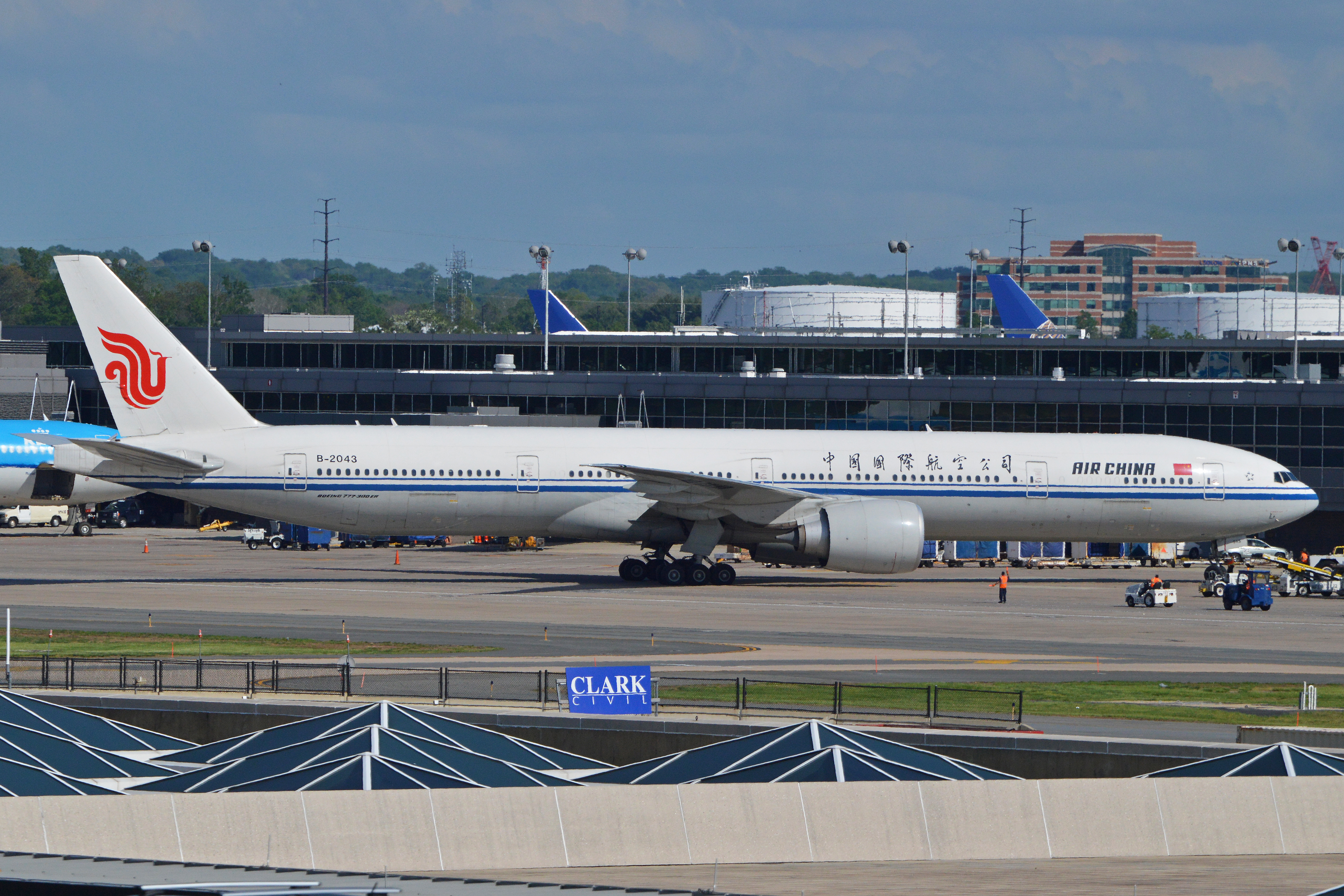
国航波音777于华盛顿杜勒斯国际机场

2013年1月15日，国航宣布拟于当年7月11日开办北京——休斯顿直飞航线，有待美国交通部批准。2014年6月，国航新开北京——华盛顿直飞航线。同年3月30日，国航将北京——休斯顿航线班次由每周四班加密至每天一班。
国航于2015年四季度开办北京——纽瓦克航线加强纽约航线运力，该航线由波音777-300ER执飞，2015年10月26日开办。
2016年9月1日，国航开办上海——圣何塞直飞航线，为第二间提供往返硅谷服务的中国航司。
2017年12月7日，国航开办深圳——洛杉矶直飞航线。
2018年8月5日，国航北京——休斯顿航线延长至巴拿马城。

#### 东航增班
东航于2011年4月复航上海——旧金山航线。
东航于2015年6月30日开办南京——洛杉矶直飞航线。
2016年9月29日，东航开办青岛——旧金山直飞航班。此航班原经停浦东机场，后改为每周三班的直飞航班，由空客A330-200执飞。

#### 南航增班
南航于2014年8月6日开办广州——纽约直飞航线。
2018年2月13日，中国民航局批准南航经营往返武汉天河国际机场与纽约肯尼迪机场的航线，2019年6月开航。

#### 海航

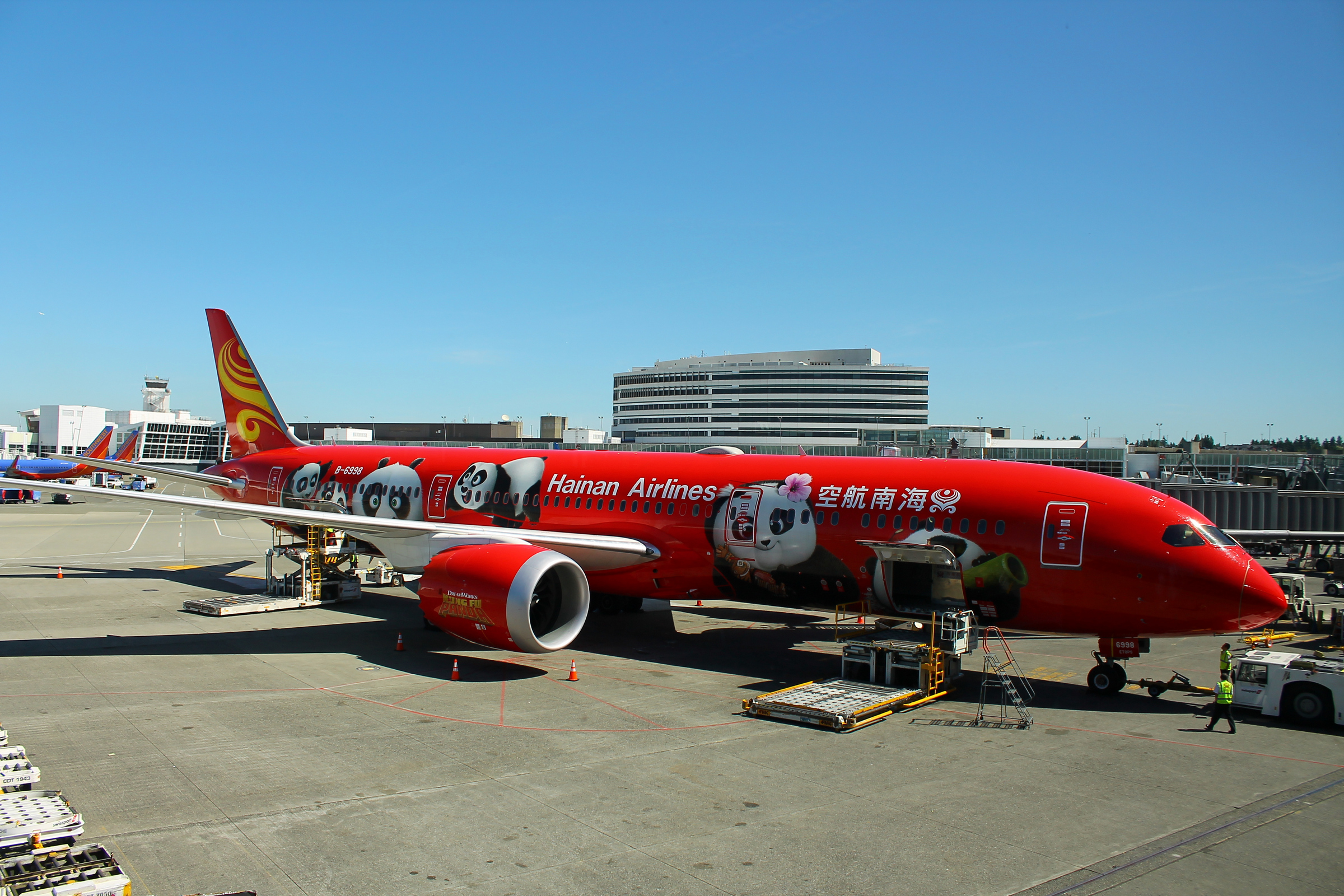
一架海航波音787于西雅图-塔科马国际机场

2013年12月，海航宣布计划开办北京——波士顿直飞航线，2014年6月20日首航。
海航开办了来往北京首都机场和圣何塞国际机场的直飞航线。海航亦开办上海——波士顿/西雅图航线，为首间在中国大陆一个以上枢纽机场执飞北美航线的中国航司。圣何塞航线于6月15日开通。
2016年1月21日，海航开办长沙——洛杉矶航线，为该公司开通的第八条北美航线。该航线由波音787执飞，每周一、四执飞两班，航程约13.5小时。
2016年12月16日，海航新开北京——拉斯维加斯航线，每周三班（一、三、五），由波音787执飞
。
2017年3月16日，海航开办成都——洛杉矶直飞航线，并于同月22日开办重庆——洛杉矶直飞航线；2017年10月21日，海航开办重庆——纽约肯尼迪直飞航线，并于同月27日开办成都——纽约肯尼迪直飞航线
。

#### 厦航

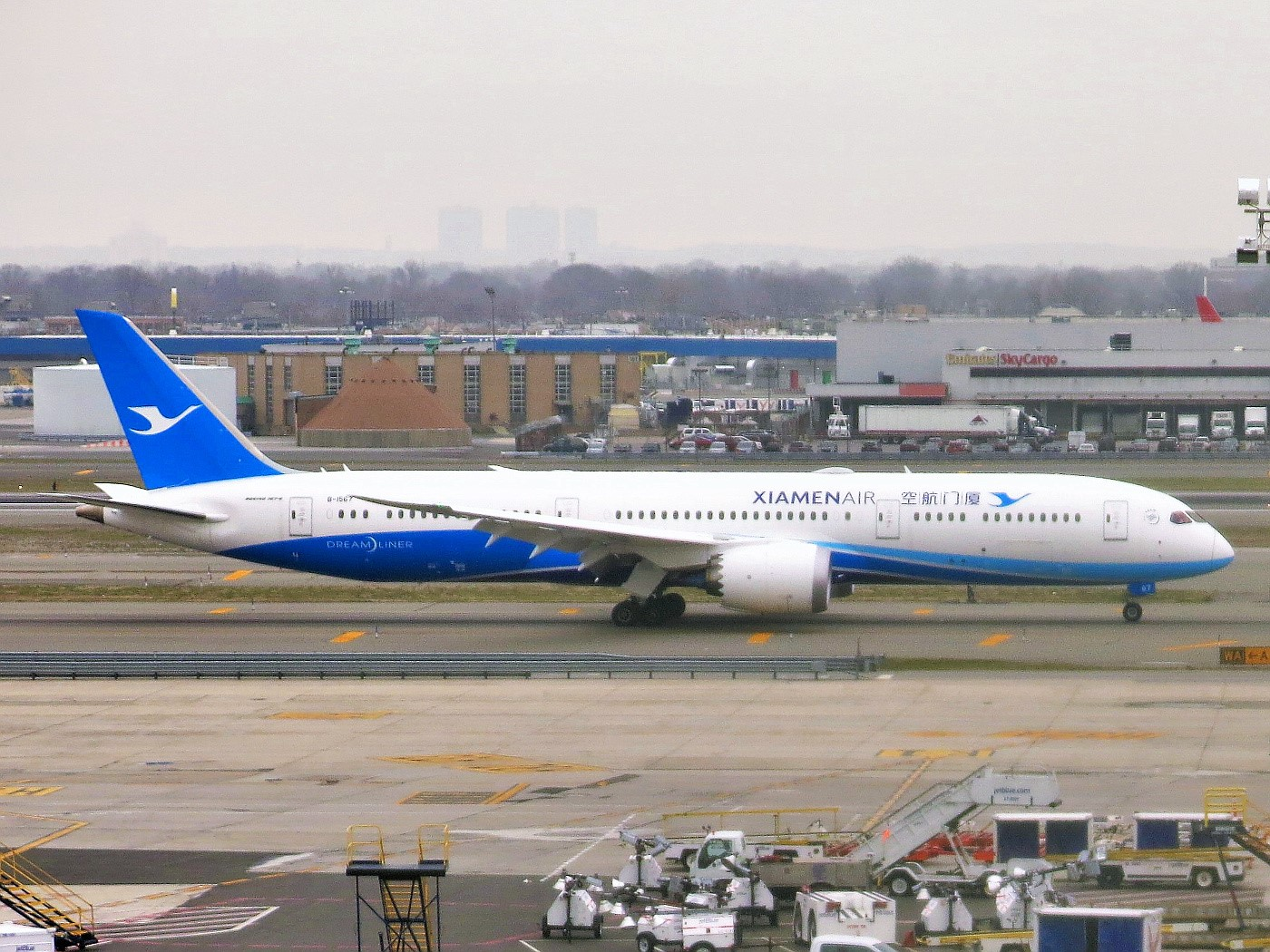
厦航的一架波音787-9在肯尼迪机场

2016年5月11日厦航宣布将开办深圳——西雅图航线。该航班于2016年9月26日自厦门启程，经深圳抵达西雅图。此航线已于2019年9月停办。
2017年2月15日，厦门航空开通福州——纽约肯尼迪航线；6月27日，开通厦门——洛杉矶航线。12月11日，开通青岛——洛杉矶航线。

### 美国航司

#### 美联航增班
美国交通部于2010年末批准联合航空经营上海——洛杉矶航线。
2013年9月，美联航获交通部批准经营成都——旧金山航线，首班航班于次年6月9日执行。
2015年9月22日，联合航空宣布正寻求监管部门批准其执飞西安——旧金山季节性航线，拟于2016年5月开航。该航线于每年5月中旬至10月下旬运行；2016年3月9日，美联航宣布将开办杭州——旧金山航线，为该航空公司在中国大陆的第五个航点：该航线于2016年7月13日开办（从旧金山起飞）；7月15日开通返程，由波音787-9执飞。
2016年10月14日，美联航新增每日一班的上海——旧金山航班，由波音787-9执飞。美联航于2017年10月16日和2017年12月9日分别停办杭州、西安航线。
2018年11月2日，联合航空宣布正寻求交通部批准其于2020年6月开办第二条上海——纽约/纽瓦克直飞航线，由波音777-200执飞。

#### 达美增班
2010年末，达美航空决定复航上海——亚特兰大航线，并新开北京——底特律航线。但亚特兰大——上海航线因“表现不佳”于2012年1月12日再度停航。随后不久，达美航空宣布于2013年6月17日开办西雅图——上海航线，为该航司的第二条西雅图航线（前一条为三年前开办的北京——西雅图航线）。
2017年7月19日，达美航空公司宣布从2018年7月起开通亚特兰大哈兹菲尔德-杰克逊国际机场与上海浦东国际机场之间的新航线
，同时停飞东京成田——上海浦东航班。
2018年10月22日，达美航空宣布正寻求交通部批准其于2020年6月开办上海——明尼阿波利斯航线，由空中客车A350执飞；

#### 美航增班

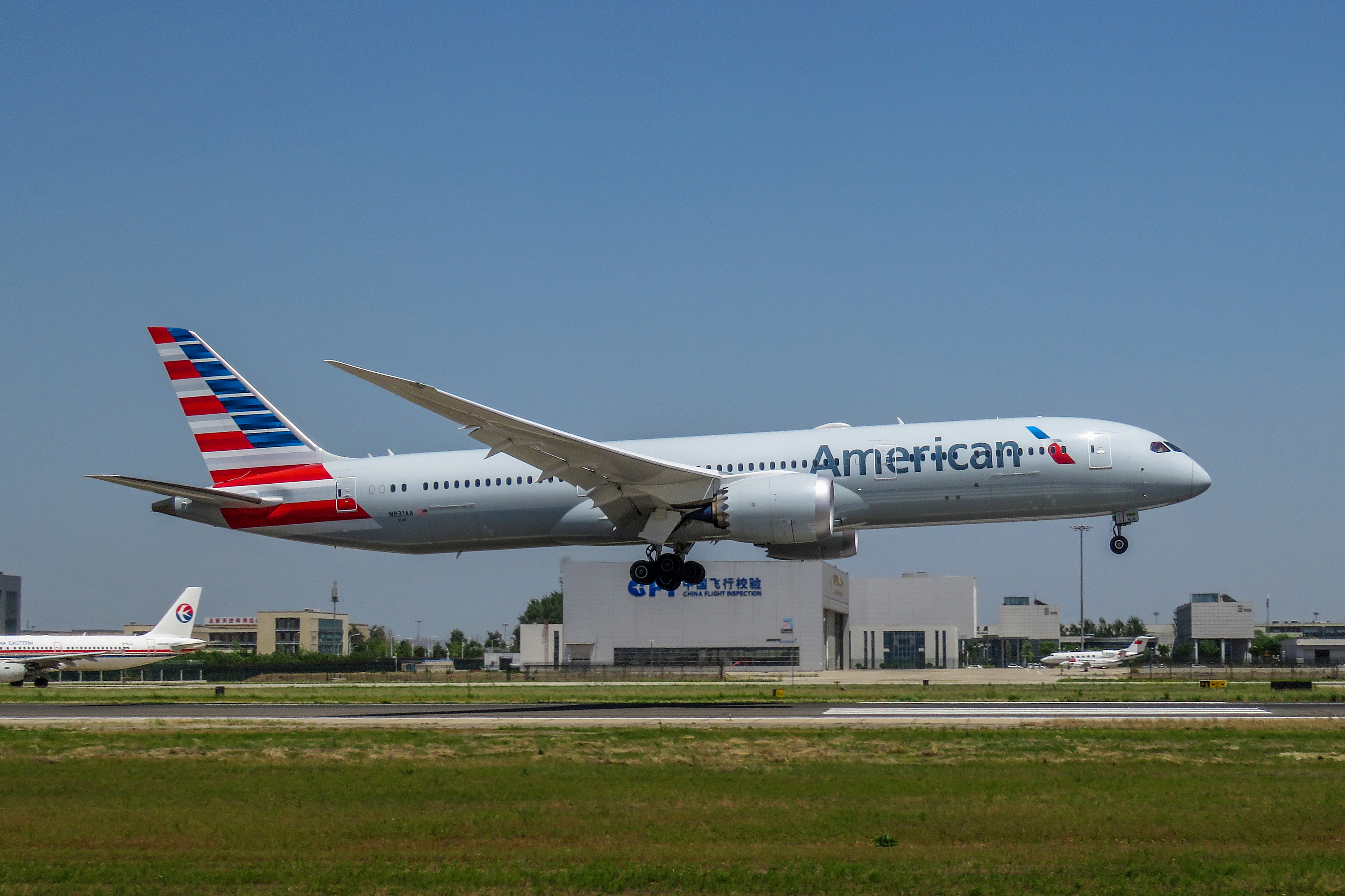
从洛杉矶飞往北京的美航181号航班降落在首都机场

2010年年底，美航开办洛杉矶——上海航线；美航又于2014年6月11日和2015年5月7日分别开航达拉斯——上海和达拉斯——北京航线。
2017年11月5日，美航开办北京——洛杉矶直飞航线，每日一班。
美航于2018年10月取消芝加哥——上海航班。

### 夏威夷航线
2011年11月，东航开办上海——火奴鲁鲁直飞航线。2013年4月10日，夏威夷航空宣布拟于次年4月16日开办北京——火奴鲁鲁航线，有待中美监管部门批准。2014年，夏威夷航空和中国国际航空紧随东航，为来往北京——火奴鲁鲁的旅客提供服务。
夏威夷航空于2018年10月取消火奴鲁鲁——北京航线；国航则自2019年8月27日起停止运营北京—夏威夷航线。东航原计划于2020年6月停航上海——火奴鲁鲁航班，但因新冠疫情提前停运。

## 2020年至今——2019冠状病毒病影响及争议

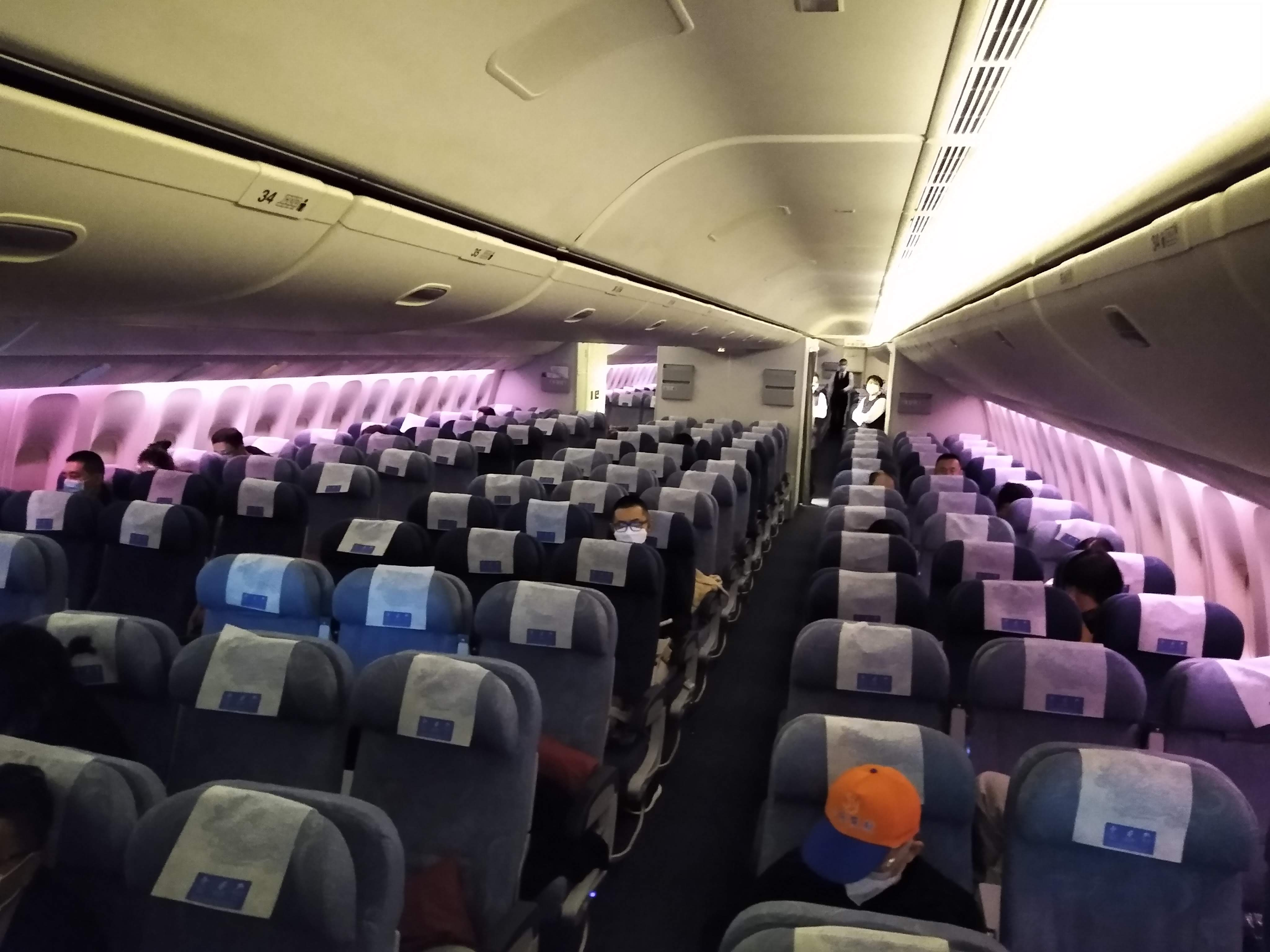
2019年冠状病毒病疫情期间，国航北京——洛杉矶航班旅客屈指可数（摄于2020年3月中旬）

2020年1月下旬2019冠状病毒病疫情爆发后，中美航空客运量急剧下降。美国航司（美航、美联航、达美）先后于二月上旬宣布暂停运营中美航班，中国航司（国航、东航、南航、厦航）仍持续提供往返美国的有限度服务。2月中旬，较疫情前每周325班，每周只有由四间中国航司承运的20班航班往返中美。3月，由于美国疫情爆发，中美间基本旅行需求增加，四间中国航司执飞的中美航班总数达每周34班（含撤侨包机）。

### 中国民航局的限制措施
3月26日，中国民航局下发通知，规定每间航司通往单一国家的航线只能保留一条，每周执行班次不超过一班。此即“五个一”政策——以3月12日国际航班计划为基准，中国航司通往特定国家的航班每周不得超过一班；外国航司的中国航线每周执飞亦不得超过一班。美国运输部对中方于3月12日公布的国际航班计划及“五个一”政策未包括美国航司表示不满。四月初，美国航空宣布拟恢复中国航线，达美航空亦预计其中国航线可于5月31日获恢复，上述计划有待中方批准。由于上述申请未在5月底之前获中国民航局批准，美国运输部提出了反对意见和担忧，认为（1）“五个一”政策所设定的限制“超出了”1980年协议所设想的范围，（2）“创造了一种环境，给予中国承运人比美国承运人更有利的待遇，从而剥夺了美国承运人‘公平和平等的竞争机会’”。
5月22日，美国运输部下发“2020-05-04号令”，要求中方航司向美方报备航班运营计划。中国外交部于25日就该限制表示谴责；同日，中国民航局向运输部发信，敦促该部撤销该命令，并坚持认为“五个一”政策与1980年协议并无抵触，因为该政策“对国内外航司一视同仁”。。部分评论认为这是中美关系持续恶化在航空工业领域的表现。川航于27日向运输部申请恢复其美国航线，海航亦提出相同请求。

### 美国运输部“213条款”2020-06-03号令
6月3日，美国交通部下发基于“联邦规则汇编213条款 （页面存档备份，存于）”的2020-06-03号令：一切中国航司提交的时刻表（截至命令下发日，国航、东航、南航、厦航的中美航线运营中，川航、海航、首航仍在申请恢复航班）一律不予批准，该命令6月16日生效，但经总统批准可立即生效。次日（6月4日），中国民航局取消“五个一”政策，并宣布若入境航班连续三周未检测出感染者，航司可将之增班至每周二班 。15日，美国运输部解除临时限制令，允许双方每周各执飞四班中美航班：当时正在运营中美航线的国航、东航、南航、厦航维持每周各一班不变； 美联航及达美航空基于新政策，每周可各执飞两班中国航班。达美航空于6月25日恢复每周二班的西雅图——上海浦东航班，并在七月调整为每周各一班的西雅图——上海及底特律——上海航班。美联航亦将于6月8日恢复每周二班的旧金山——上海浦东航班。美方执飞的中美航线均经停仁川国际机场更换机组人员，以规避中国对外国公民的隔离及旅行限制。
8月17日，中国民航局批准达美航空及联合航空将航班班次从每周二班增加至每周四班，根据此前规定，二者已符合增班条件。美国运输部亦于次日（18日）对等将四间中国航司的定期客运航班配额增加至每周八班。美联航随即宣布9月4日起将旧金山——上海航班增班至每周四班，达美航空亦宣布拟于8月24日将底特律/西雅图——上海航班增加至每周各二班。
美国航空于11月11日恢复每周二班的上海——达拉斯/沃斯堡航班，至此美方执飞中美航班总数达到每周十班。然而，美国运输部负责航空和国际事务的副助理部长戴维·肖特说，美国对此仍“不满意”，因为之前关于航线授权的双边协议中没有任何关于大流行病的条款。
2021年8月16日，中国民航局基于“熔断”政策，对据称8月11日入境时累计检出五例阳性病例的联航857号航班实施连续四周的40%运力限制。美国运输部于翌日（8月18日）宣布，将在4周内对中国航司运营的4班飞往美国的航班（国航、东航、南航和厦航各一班）实施对等限制。美国运输部评论说，中国民航总局的“熔断”政策违反了双边航空服务协议，航空公司“没有办法独立核实中国当局指控的阳性检测结果”。
2021年12月起，多班中美航班（其中美联航20班、达美14班、美航10班）因确诊人数触发“熔断”机制被中国民航局取消。美国运输部于2022年1月21日宣布停航四间中国航司执飞的44班中美航班，以示回应。中国航司运营的中美航班已被中国民航局“熔断”，故未受禁令影响。这意味着整个二月和 三月将几无美国飞往中国的航班。2022年8月及9月，中国民航局“熔断”美航、达美及美联航的26班航班，美国运输部亦对等取消厦航、国航、南航和东航于9月5日至29日执飞的26班航班。
2022年5月，中国驻美大使秦刚在印第安纳州全球经济峰会回答有关清零政策的问题时表示中美每周航班量将“很快从18班增加至24班”。不久，国航于六月暂时恢复北京——纽约肯尼迪航线（回程入境点为呼和浩特）。
根据中国于2022年11月11日公布的新防疫政策，对入境航班的“熔断”措施停止执行。
2022年12月初，南航从洛杉矶航线抽出一班配额，恢复广州——纽约肯尼迪航线。

#### 航班恢复
2023年1月8日，中国撤销入境限制，并不再要求入境旅客接受隔离，但航班恢复速度缓慢。
美联航于2023年1月28日恢复上海——旧金山直飞航线，达美航空亦于3月3日恢复中国直飞航班。同年3月，美航将其上海浦东——达拉斯沃斯堡航班增班至每周四班。至此，美方每周执飞12班中美客运航班，中方执飞8班。
受俄罗斯入侵乌克兰影响，美国航司无法继续使用俄罗斯领空执飞中国航线，航班运营难度（特别是往返美国东海岸城市的航线）陡增。另据《金融时报》报道，美国航司基于使用俄国领空产生的成本差距，正向政府请愿否决中国航司的航班申请，直至其不再使用俄国领空。
2023年5月3日，美国运输部宣布批准将中方航班配额从2020年8月的每周8班增加至每周12班。为此运输部评论指出中美航空市场正常化应“平衡并且渐进”。不久，运输部于18日宣布批准四间中国航司提交的航班计划，自5月末生效：国航恢复往返北京首都机场和纽约肯尼迪机场，每周一班的CA981/982号航班，东航恢复往返上海浦东和洛杉矶，每周一班的MU583/586号航班，南航将其广州——洛杉矶航班增班至每周二班，厦航将其厦门——洛杉矶航班增班至每周三班。以上中方新增航班均不使用俄罗斯领空。
2023年8月11日，因“中国政府批准美国航司增加航班”，美国运输部下发“2023-08-10号令”，对等规定中方航班配额自9月1日起从12班增加至18班，10月29日增加至24班。命令下发后，国航将其北京——洛杉矶/纽约肯尼迪航线增班，南航及东航亦增加其洛杉矶航班班次。
此后，美国交通部根据“2023-08-10号令”，于9月27日批准国航、东航及南航的增班计划：国航自10月29日起恢复每周二班的北京首都——旧金山航班；11月4日起，国航北京首都——纽约肯尼迪增班一班，回程加停洛杉矶，至此国航每周美国航班班次达8班；东航自10月29日起恢复每周二班的上海浦东——旧金山航班，航班班次达每周七班；南航自10月29日恢复每周二班的武汉——旧金山航班，航班班次达每周六班。
2023年8月，美联航宣布10月1日起将旧金山——上海浦东航班增班至每日一班，并于11月恢复每日一班的旧金山——北京首都航班。达美航空于8月16日宣布，10月29增班至每周三班。美航亦宣布2024年1月起将达拉斯/沃斯堡——上海浦东航班增班至每日一班。
2023年9月27日，北马里亚纳群岛自由邦港务局申请将该邦列为“213条款2023-08-10号令”豁免对象。在申请中，港务局透露在“213条款令”颁布前，根据2007年航空协议，中国与该邦的航班班次不受限制；该局还表示，运输部命令没有考虑更广泛意义上的“公共利益”，因为北马里亚纳群岛的经济依赖于游客（特别是来自中国的游客）——与美国本土和其他美国领土相比，拟议的豁免不会影响中国-美国本土航线的航班市场。
2023年10月27日，美国运输部下发“2023-10-9号令”，规定中方航班配额自11月9日起从24班增加至35班。11月8日，运输部批准下述中国航司提交的航班计划：国航恢复往返北京首都机场和华盛顿杜勒斯机场，每周二班的CA817/818（回程经停洛杉矶）航班，并增加北京首都——洛杉矶航班班次；东航增加其上海浦东——洛杉矶航班班次；南航增加其武汉——旧金山航班班次。除以上计划外，海航恢复每周三班的北京首都——波士顿航班（回程经停西雅图）；川航恢复每周二班的成都天府——洛杉矶航班（回程经停杭州）
2024年2月26日，美国运输部下发“2024-2-21号令”，规定3月31日起中国航司每周航班配额从35班增加至50班。
海南航空自2024年5月16日起恢复了每周一次的重庆——西雅图航线。美联航自2024年8月28日起恢复洛杉矶——上海浦东的航班，每周4班，并计划从2024年10月底起将频次增加至每天一班。
2025年5月1日起，联合航空新增洛杉矶直飞北京首都的航班，每周执行三班。2025年6月1日起，达美航空恢复洛杉矶直飞上海浦东的航班，每周执行三班。